# Neoperla nishidai
Neoperla nishidai és una espècie d'insecte plecòpter pertanyent a la família dels pèrlids.

## Descripció
- Els adults són de mida mitjana, de color marronós a marró (les femelles lleugerament més fosques) i amb el cap marró i més ample que el pronot.
- Els ocels són més petits en les femelles.
- Les ales dels mascles fan 13 mm de llargària i les de les femelles 17.
- Els segments genitals dels mascles tenen les mateixes projeccions que Neoperla recta.
- La femella presenta la placa subgenital bilobulada.
- L'ou és quasi esfèric i fa 0,34 x 0,30 mm.[3]

## Hàbitat
En el seu estadi immadur és aquàtic i viu a l'aigua dolça, mentre que com a adult és terrestre i volador.

## Distribució geogràfica
Es troba a les illes Filipines: Busuanga i Palawan.